# Lypneana
Lypneana là một chi bọ cánh cứng trong họ Chrysomelidae.
Chi này được miêu tả khoa học năm 2001 bởi Medvedev.

## Các loài
Chi này gồm các loài:
- Lypneana cyanipennis Medvedev, 2001